# Sports Illustrated
Sports Illustrated je americký fotografický sportovní magazín vlastněný mediálním konglomerátem Time Warner. Od roku 1964 vychází jednou ročně plavkové vydání Sports Illustrated Swimsuit Issue, které má vlastní televizní pořad, videa a kalendáře.

## Historie

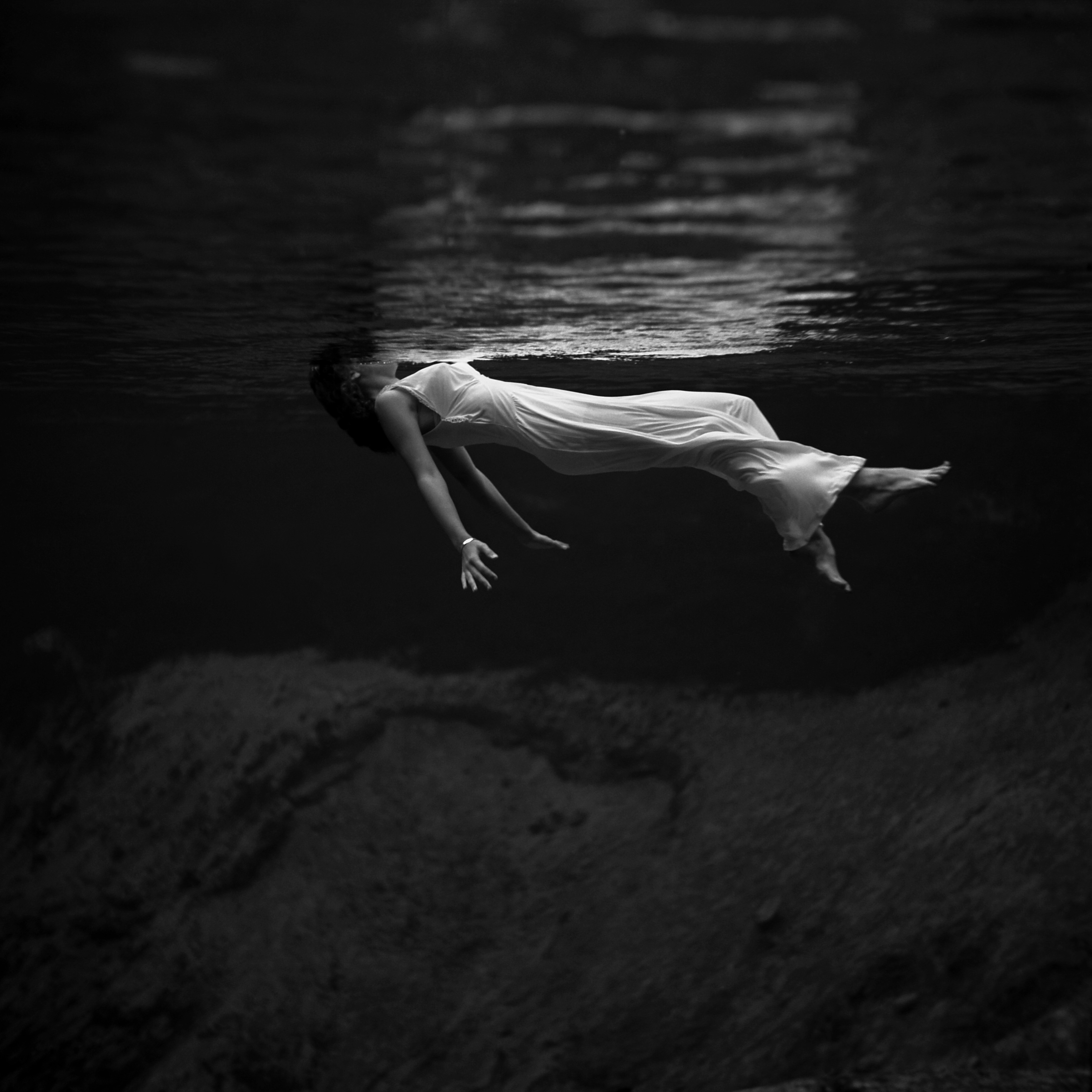
Toni Frissell: Weeki Wachee, Florida (1947), podvodní fotografie publikovaná ve Sport's Illustrated, 1955

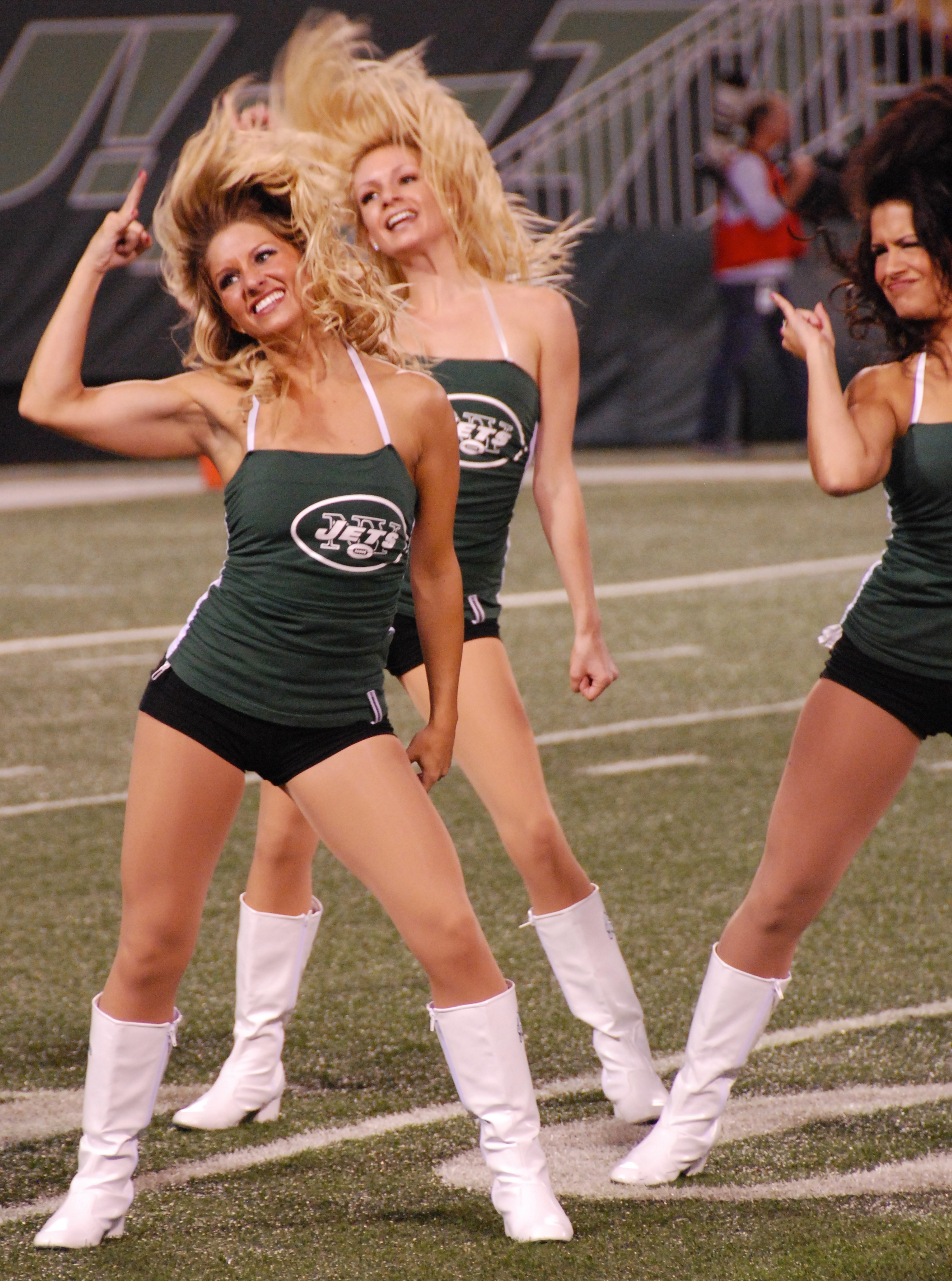
Roztleskávačky (autor fotografie inspirovaný časopisem Sports Illustrated)

V roce 2009 měl více než tři miliony předplatitelů a četlo jej každý týden 23 milionů dospělých, včetně více než osmnácti milionů mužů, 19 % z celkového počtu dospělých mužů ve Spojených státech. V lednu 2018 byl formát vydávání tištěné verze změněn z týdeníku na čtrnáctideník a od roku 2020 vychází jednou měsíčně. Počet předplatitelů k roku 2020 klesl podl tři miliony. Byl to první časopis v oběhu s více než jedním milionem výtisků, který vyhrál podruhé Mezinárodní časopiseckou cenu za kvalitu.
Ve své době měl nezanedbatelné místo v historii fotožurnalistiky za svůj významný přínos v publikování obrazových zpráv.

## Fotografové
- Robert Beck
- Rich Clarkson
- James Drake, americký sportovní fotograf (1932–2022)[2]
- Mark Kauffman
- Neil Leifer
- Walter Iooss
- Hy Peskin
- Herb Scharfman
- Tony Triolo
- John G. Zimmerman
- Bob Rosato
- John Biever
- David Bergman
- Simon Bruty
- Bill Eppridge
- Graham Finlayson[3][4]
- Bill Frakes
- John Iacono
- Walter Iooss
- Lynn Johnsom
- David E. Klutho
- Neil Leifer
- Phillip Leonian
- Bob Martin
- John W. McDonough
- Manny Millan
- Peter Read Miller
- Craig Molenhouse
- Hy Peskin
- Chuck Solomn
- Damian Strohmeyer
- Al Tielemans